# Biaix cognitiu
Un biaix cognitiu és un procés pel qual la cognició s'altera en funció de prejudicis, falses atribucions, induccions excessives o la perspectiva de l'observador. Tot acte de pensament té un biaix cognitiu, per la qual cosa l'objectivitat no existeix. La realitat sempre està esbiaixada d'una determinada manera per al subjecte.

El còdex de biaix cognitiu.

Un biaix cognitiu és qualsevol dels molts efectes de l'observador (l'observador percep la informació de manera selectiva) comuns a tots els éssers humans i que han estat identificats en certes àrees com ara la psicologia cognitiva o en la psicologia social, que inclouen entre els seus estudis les atribucions socials, els errors de memòria, la interpretació estadística, etc. Els biaixos desvien dràsticament la fiabilitat tant de les evidències legals com de les anecdòtiques. Els biaixos socials es denominen generalment biaixos atribucionals, i afecten les nostres interaccions socials de cada dia, les relacionades amb la probabilitat i presa de decisions que afecten significativament el mètode científic que ha estat dissenyat deliberadament per disminuir aquests biaixos de l'observador.

## Motivacions
Els biaixos sorgeixen de diversos aspectes de la nostra vida: lleialtat, el risc local, falta d'atenció, i són difícils de codificar o separar. Els primers a identificar-los van ser Daniel Kahneman i el seu col·laborador Amos Tversky, com a investigació del comportament econòmic. Tversky i Kahneman intentaven almenys esbrinar quins són els mecanismes cognitius emprats en els mètodes de resolució de problemes mitjançant heurístiques, incloent-hi l'heurística de tipus disponibilitat i la de representació.
Alguns investigadors posteriors, com ara David Fundar i Joachim Krueger, han suggerit la possibilitat de veure els biaixos no com a errors, sinó com una espècie de curtcircuits o dreceres que ajuden els humans a l'hora de predir i prendre decisions, sobretot quan no hi ha gaire informació. Per exemple, el biaix d'efecte de fals consens descriu la tendència general de veure les pròpies actituds i conductes com a comunes, apropiades i normals, mentre que observem les conductes i actituds alienes com a inadequades, poc comunes i desviades.

## Tipus de biaix
Tot i que cada biaix pot influir diverses àrees de la conducta o pensament, se solen agrupar en:

### Biaixos de decisió
Aquests biaixos condicionen la presa d'una decisió o la conducta a seguir. Per això, han estat estudiats per la psicologia cognitiva però també pel màrqueting.
- Efecte d'arrossegament (Bandwagon): una persona tendeix a decidir allò que decideix la majoria.[3]
- Biaix del punt cec: una persona sobreestima els seus defectes i qualitats en la presa de decisions.[4]
- Suport de la decisió: tendència a justificar a posteriori les pròpies decisions i a percebre-les com millors del que objectivament van ser; és un mecanisme de defensa per a lluitar contra el remordiment.
- Confirmatius: es tendeix a percebre allò que confirma les pròpies creences abans que aquelles que les contradiuen (efecte del fals consens).
- Deformació professional.
- Biaix de cessió: una persona valora més una cosa quan passa a ser de la seva propietat; aquest biaix explica que es vulgui vendre molt més car del que es va comprar i que sigui percebut com a just.
- Focus: la persona se centra en allò que té més valor per a ella i negligeix la importància dels altres aspectes, que poden tenir conseqüències negatives en la seva actuació.
- Descompte hiperbòlic: l'individu tendeix a actuar buscant la satisfacció immediata, encara que això suposi menor recompensa a mitjà termini.
- Control: atribuir-se més control del que es té sobre una situació; és propi dels addictes, per exemple.
- Aversió de pèrdua: actuar per evitar patiment més que per aconseguir guanys, encara que aquests siguin majors.
- Familiaritat: una persona acaba preferint allò a què està més exposat; té a veure amb els hàbits.
- D'omissió: es jutgen pitjor i tracten d'evitar-se abans els mals per acció que per omissió: es considera més greu actuar per causar mal que no pas no actuar per evitar-lo, encara que les conseqüències siguin les mateixes.
- Temporalització: les persones tendeixen naturalment a pensar que estaran menys temps del real fent una tasca.
- Efecte Von Restorff: un individu recordarà amb més facilitat l'objecte diferent a la resta o ressaltat (el subratllat de les tècniques d'estudi es basa en aquest efecte).

### Biaixos de creença
Aquests biaixos afecten les creences, els judicis morals i la recerca. No tenen en compte la probabilitat objectiva que passi un determinat esdeveniment i rebutgen en gran manera l'atzar.
- Ambigüitat: un individu rebutja les opcions de les quals té poca informació o aquesta és ambigua, de manera irracional.
- Biaix d'emoció: es consideren més rellevants els esdeveniments o elements que aporten emoció.
- Categorització: la persona tendeix a buscar regularitats i categories, regles, encara que no existeixin (part fonamental de la teoria Ramsey en matemàtiques).
- Atribució de causalitat o post hoc ergo propter hoc: es relaciona erròniament dos esdeveniments com a efecte un de l'altre.
- Efecte Pigmalió: tendència a buscar les dades que confirmin les pròpies expectatives.
- Optimisme o pessimisme.
- Biaix cultural o etnocentrisme.
- Biaix de primacia: s'atorga més importància als esdeveniments que han passat primer o últims d'una sèrie (estan lligats a la memòria i expliquen el desig de la publicitat per aparèixer en primer lloc o en el darrer del bloc d'anuncis, guies, etc., fet que porta fins i tot al canvi de nom comercial).
- Biaix de reminiscència: els esdeveniments de l'adolescència i primera maduresa són els més recordats al final de la vida.
- Efecte Forer: s'atorga gran credibilitat a descripcions formulades molt vagament. Un bon exemple en són les descripcions de la personalitat en astrologia, que poden aplicar-se a molta gent pel tipus de paraules emprades, però que els seus defensors creuen que reflecteix exactament com són.
- Efecte halo.
- Biaix de grup: es tendeix a valorar més positivament o com més cert allò corresponent a persones del mateix grup (o que hom estima que comparteixen característiques). Està relacionat amb els arguments i prejudicis ad hominem.
- Projecció: assumir que els altres es mouen pels mateixos principis o pensaments que un mateix.
- Memòria selectiva.
- Polarització d'actitud
- Efecte de veritat il·lusòria: on es considera un fet cert només per la repetició de la informació sobre aquest.

## Biaixos àmpliament estudiats
- Biaix retrospectiu o biaix a posteriori: és la inclinació a veure els esdeveniments pretèrits com a predictibles.
- Biaix de correspondència, denominat també error d'atribució: és la tendència a fer excessiu èmfasi en les explicacions fonamentades, comportaments o experiències personals d'altres persones.
- Biaix de confirmació: és la tendència a investigar o interpretar informació que confirma preconcepcions.
- Biaix d'autoservei: és la tendència a reclamar més responsabilitat per als èxits que per a les fallades. Es mostra també quan la gent tendeix a interpretar com a beneficiosa per als seus propòsits informació ambigua.
- Biaix de fals consens: és la tendència experimentalment corroborada de creure que les pròpies opinions, creences, valors i hàbits estan més estesos entre la resta de la població del que realment ho estan.

## El prejudici com biaix cognitiu
Vulgarment, entenem com a prejudici prendre decisions sense tenir una experiència pròpia (un fet que evolutivament sembla estar estès). En psicologia, aquest terme fa referència a la distorsió de la informació que es produeix en el nostre cervell en processar-la. En el català d'ús corrent, l'expressió "prejudici cognitiu" s'acosta més al significat de les paraules «tendència», «biaix» o «predisposició».
Sovint, se li associen a la predisposició o "prejudici cognitiu", unes connotacions ètiques negatives, ja que tot prejudici, èticament parlant, és injust per definició, però la tendència, o millor dit, la manera que té la consciència de processar la informació, no hauria de ser catalogada èticament, si s'assumeix que aquesta és el llegat natural de l'evolució. Així, la informació de prejudicis, en ciència, no és èticament reprovable, ja que és la manifestació d'un model de comportament o procés mental beneficiós per a l'individu des del punt de vista de l'evolució. El que en ciència és reprensible és l'acte d'evitar comprovar el prejudici des d'una postura científica, situar-se en una postura tancada i fixa i aïllar-se donant per certes les dades imaginades.
El coneixement i manera de pensar tendenciosos s'han de separar dels actes de prejudicis que són els que produeixen una ètica reprovable. Així, per exemple, la ciència ens diu que hi ha el planeta Urà, i es creu de manera preferent en la seva existència. És un acte que evita una despesa energètica i de temps, per a comprovar-ho i que a més proporciona estabilitat social.
- Avui dia, es viu del prejudici informatiu de moltes fonts perquè el treball necessari de comprovar-les ens impediria viure en societat. Per tant, s'ha fet inevitable basar-se en suposicions, prejudicis o probabilitats, que la consciència decideix esbiaixar d'una manera o altra en funció de resultats anteriors, però, si ningú comprovés de manera regular la veracitat de la informació, quan la pròpia vida o una decisió depèn d'aquesta veracitat, estaríem parlant d'un acte prejudicial o negligència. Així, l'acte d'evitar l'experimentació o no verificar la informació des d'una perspectiva informada i protegida, és un acte prejudicial que, en aquest cas, seria reprovable. No és un acte negatiu pensar cautelosament de manera prejudicial.
- Al mateix temps, independentment del caire ètic que adopta en la societat a causa de l'existència de grups socials específics, no sols el prejudici sinó els actes prejudicials han estat inevitables, ja que sempre ha estat necessari convèncer els aliats per donar fins i tot la seva vida per una causa que no és comprovable o que no seria viable comprovar donat el temps i nombre de persones que s'hi necessiten. Els mitjans d'informació són els que posen proves indirectes i, per tant, falsificables, que informen el gruix de la població.

Sota aquestes premisses, la supervivència, en un sentit evolutiu, passa per avançar-se i assegurar-se, de manera independent, de la veracitat de la informació. Aquest conflicte entre l'ètica i el que raonadament s'hauria de fer, i entre l'egoisme i el que és més fàcil i segur per a la pròpia supervivència, és el que, en funció dels recursos, es dona cada dia.
Eliminar els actes prejudicials i evitar la negligència mitjançant la comprovació implica evitar en certa manera el respecte o autocensura de les creences establertes, si això vol dir deixar de criticar-les. De fet, la fortalesa d'una creença és més gran com més i millor ha donat resposta i aguantat el lliure i continu perfilat dialèctic. (Vegeu mètode científic.) Gràcies a aquesta crítica, debat, qüestió, comprovació o maltractament de les idees establertes, algunes d'aquestes muten i s'aproximen més a la veritat. El problema o negligència no està en la crítica de les idees, sinó en la resposta de la creença a l'atac, ja que algunes obvien la resposta raonada o fins i tot el silenci (argumentum a silentio) i responen amb violència, ja sigui perquè es creuen posseïdors de la veritat i no volen perdre temps i energia a explicar (argument ad baculum) o bé perquè no els beneficia (argumentum ad ignorantiam), o són reticents al canvi (argumentum ad antiquitatem). Tant una cosa com l'altra són comportaments prejudicials que tenen la seva arrel en els prejudicis cognitius.